# BMW IV

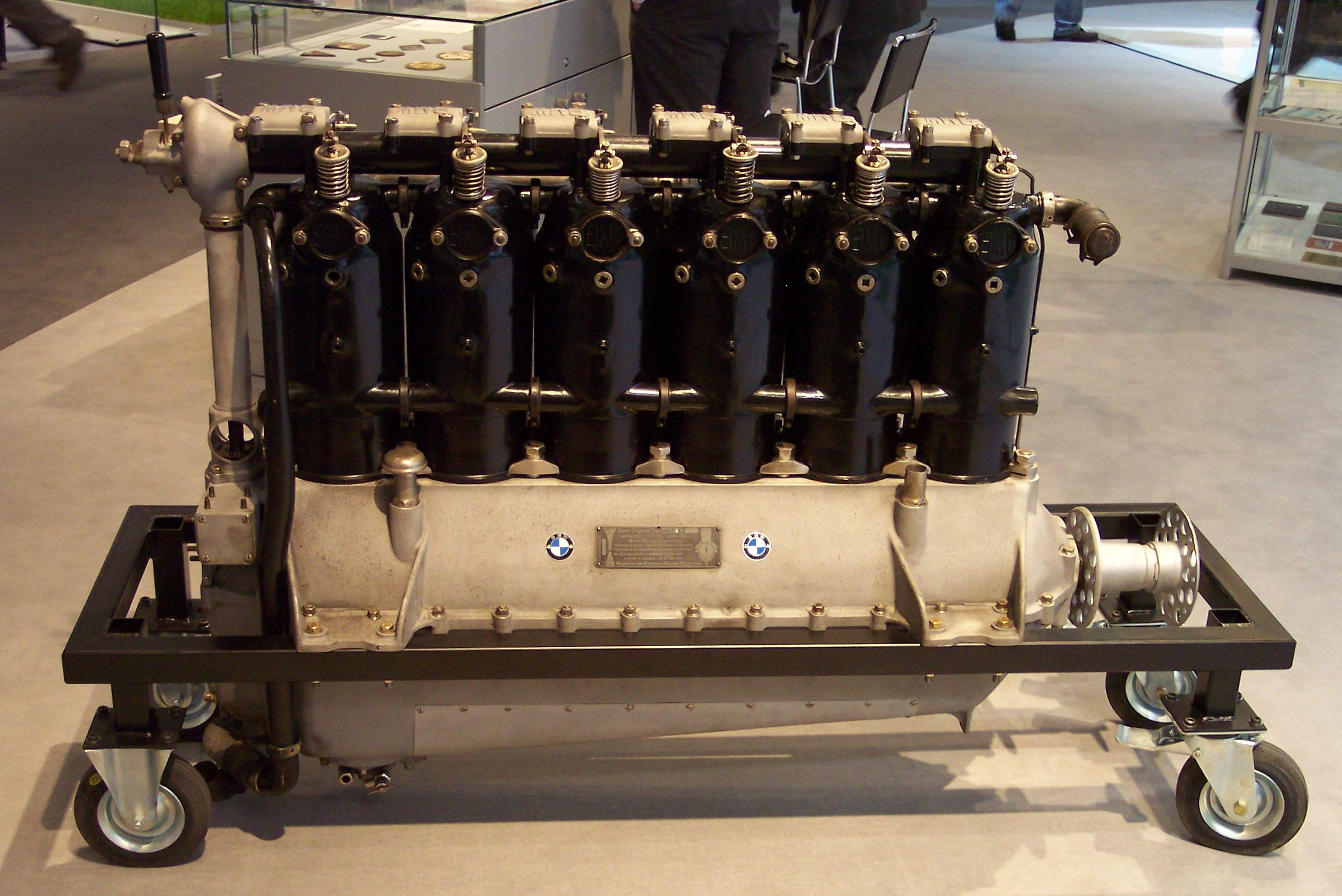
BMW IVa

Der BMW IV war ein flüssigkeitsgekühlter Sechszylinder-Reihenmotor mit 22,9 Liter Hubraum, der als Flugmotor ab 1918 vom deutschen Hersteller BMW gebaut wurde.

## Geschichte
Der Motorenkonstrukteur Max Friz begann im letzten Kriegsjahr mit der Entwicklung des BMW IV als Nachfolgemodell des BMW IIIa.
Am 17. Juni 1919 stellte Franz Zeno Diemer mit dem Motorflugzeug DFW F 37/III (auch DFW C.IV (T25)) einen Höhenweltrekord mit 9760 Metern auf. Diese Leistung wurde durch den Flugmotor BMW IV mit einem Höhenvergaser ermöglicht. Die Rekordhöhe wurde in 89 Minuten vom Flugplatz Oberwiesenfeld aus erreicht. BMW sprach in der Werbung vom „Welthöhenrekord“; er wurde jedoch nicht anerkannt, weil Deutschland nicht Mitglied der FAI war. Diesem Höhenflug ging ein Versuchsflug mit 9200 Metern am 11. Mai 1919 voraus, der ebenfalls sofort von BMW in der Werbung umgesetzt wurde.
Unter der Bezeichnung Junkers L 5 wurde der Motor ab 1925 als Lizenzbau von der Junkers Motorenbau GmbH gefertigt.
Weiterer Lizenznehmer war Walter in Prag, die dort in Lizenz gefertigten BMW-IV-Motoren wurden in die Flugzeugmuster Letov Š-19, Aero A.11 und die tschechischen Lizenzbauten der de Havilland DH.50 eingebaut.
Die 1924 erschienene Motorvariante BMW IVa hatte eine etwa 20 PS höhere Leistung.

## Konstruktion
Der BMW IV ist ein wassergekühlter Sechszylinder-Reihenmotor. Das Kurbelgehäuse aus einer Aluminiumlegierung ist horizontal geteilt. Die Kurbelwelle besteht aus Grauguss, als Kurbelwellenlager kommen sieben Gleitlager zum Einsatz. Die gusseisernen Zylinder sind einzeln auf dem Kurbelgehäuse angeordnet. Für die Wasserkühlung sind Mäntel aus Stahlblech aufgeschweißt. Die Kolben haben je drei Kolbenringe. Die obenliegende Nockenwelle (OHC-Ventilsteuerung) wird von einer Königswelle angetrieben. Die hängenden Ventile werden durch Rollenkipphebel betätigt.
Für die Gemischbildung sorgt ein einzelner BMW-„Höhen“-Vergaser. Die Doppelzündanlage (zwei Zündkerzen je Zylinder) besteht aus zwei Bosch-Magnetzündern. Die Zündfolge ist: 1–5–3–6–2–4. Die Druckumlaufschmierung wird mit einer Kolben-Ölpumpe aufrechterhalten. Eine Kühlwasserpumpe wälzt das Kühlmittel um.

## Verwendung
Der BMW IV wurde bei einer Reihe von Flugzeugen als Antrieb verwendet. Insbesondere kam er auch bei Prototypen und Rekordflügen zum Einsatz.
- Arado SC I
- Caspar C 27
- Heinkel HD 22
- Heinkel HD 24
- Heinkel HD 39
- Junkers A 35
- Rohrbach Ro VII
- Rohrbach Ro VIII

## Technische Daten
| Kenngrößen              | Daten des BMW IV |
| ----------------------- | --- |
| Bauart                  | flüssigkeitsgekühlter Sechszylinder-Reihenmotor, stehend (Kurbelwelle unten), ohne Aufladung                          |
| Ventilsteuerung         | eine obenliegende Nockenwelle (OHC), über eine Königswelle von der Kurbelwelle angetrieben, zwei Ventile pro Zylinder |
| Hubraum (Bohrung × Hub) | 22,9 Liter (160 mm × 190 mm)                                                                                          |
| Verdichtungsverhältnis  | 5,5 |
| Trockenmasse            | 290 kg |
| Startleistung           | 300 PS (ca. 220 kW)                                                                                                   |
| (Reise-)Dauerleistung   | 250 PS (ca. 180 kW) bei 1400 min−1                                                                                    |